# Ашулар

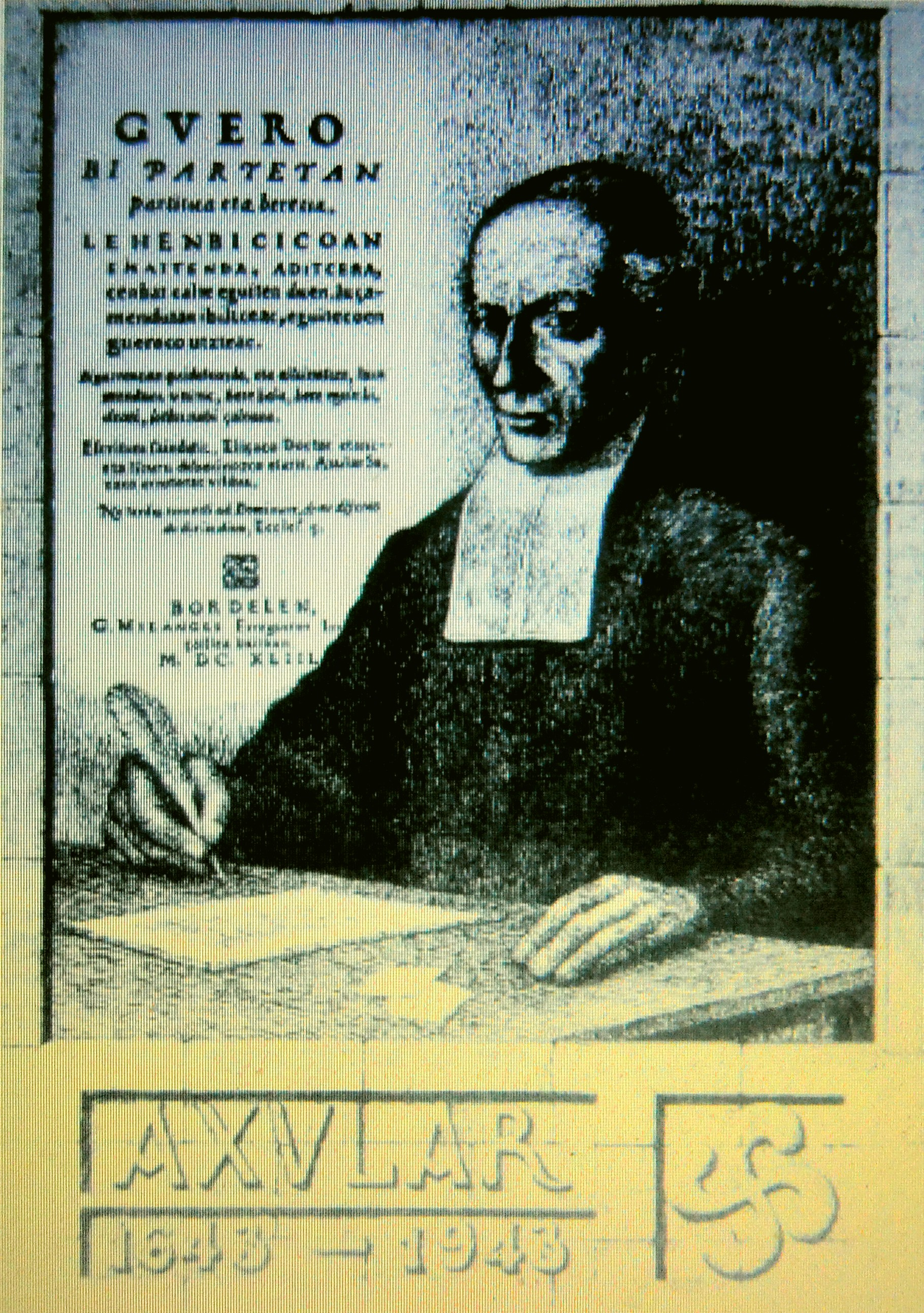
Можливий вигляд Ашулара

Педро Аґерре (баск. Pedro Agerre), відомий як Ашулар (баск. Axular; нар. 1556 в Урдасубі, пом. 8 квітня 1644 в Сарі) — баскський письменник, найвідоміший представник баскської літератури 17 століття. Його головна праця Gero (Опісля), присвячена зволіканню людини на тлі минущості її життя, є одним із найважливіших творів, написаних баскською мовою (еускерою). На думку Бернардо Ачаґи, Ашулар є «Сервантесом еускери».